# Svenska Ishockeyförbundet
Der Svenska Ishockeyförbundet (deutsch Schwedischer Eishockeyverband) ist der nationale Eishockeyverband von Schweden mit Sitz in Johanneshov, einem Stadtteil von Söderort in der Stockholmer Kommune. In seinen 22 Bezirksverbänden und 392 Mitgliedsvereinen sind etwa 80.000 Mitglieder aktiv, von denen 68.242 Spieler und Schiedsrichter im Besitz einer Lizenz sind (Stand 2018).
Auf internationaler Ebene präsentiert die schwedische Eishockeynationalmannschaft den Verband. Neben dem Eishockeysport in Schweden kümmert sich der Verband auch um Inlinehockey.

## Geschichte
Am 17. November 1922 wurde der Verband bei einem Treffen in den Räumen des Schwedischen Fußballverbandes in Stockholm gegründet. Schweden war bereits zwei Jahre Mitglied des IIHF, wobei der Eishockeysport bis 1922 im Fußballverband integriert war, der die Mitgliedschaft dann auf den neuen Eishockeyverband übertrug.
Es wurden bis heute neun A-Weltmeisterschaften der Männer vom Schwedischen Eishockeyverband ausgerichtet (meist in Stockholm oder Göteborg): die Eishockey-Weltmeisterschaft von 1949, 1954, 1963, 1969, 1970, 1981, 1989, 1995 und 2002. Zudem fiel die Austragung der Frauen-WM 2005 in die Organisation des Verbandes. Daneben wurden eine Reihe von Junioren-Weltmeisterschaften ausgetragen.
Die Eishockey-WM der Herren 2012 und 2013 wurden gemeinsam mit dem Finnischen Eishockeyverband veranstaltet.